# Tropicale Amissa Bongo de 2018
A 13.ª edição da competição ciclista a Tropicale Amissa Bongo foi uma carreira de ciclismo de estrada por etapas que se celebrou entre o 15 e 21 de janeiro de 2018 no Gabão sobre um percurso de 1.011 quilómetros.
A carreira fez parte do UCI Africa Tour de 2018 dentro da categoria UCI 2.1
A carreira foi vencida pelo corredor ruandês Joseph Areruya da selecção nacional de Ruanda, em segundo lugar Nikodemus Holler (Bike Aid) e em terceiro lugar Damien Gaudin (Direct Énergie).

## Equipas participantes
Tomaram parte na carreira 15 equipas: 3 de categoria Profissional Continental; 3 de categoria Continental e 9 selecções nacionais. Formando assim um pelotão de 90 ciclistas dos que acabaram 66. As equipas participantes foram:
| Equipes profissionais Continentais (3)- Direct Énergie - Delko-Marseille Provence-KTM - Wilier Triestina-Selle Italia Equipes Continentais (3)- Bike Aid - Sporting-Tavira - Sovac-Natura4Ever Equipes nacionais (9)- Burquina Fasso - Camarões - Costa do Marfim - Eritreia - Etiópia - Gabão - Marrocos - Ruanda - Tunísia |
| |

## Percorrido
A Tropicale Amissa Bongo dispôs de sete etapas para um percurso total de 1.011 quilómetros.
| Etapa | Data    | Percurso             | type            | Distância (km) | Vencedor          | Líder geral      |
| ----- | ------- | -------------------- | --------------- | -------------- | ----------------- | ---------------- |
| 1     | 15 jan. | Kango – Lambaréné    | etapa plana     | 146,6          | Lucas Carstensen  | Lucas Carstensen |
| 2     | 16 jan. | Ndendé – Fougamou    | etapa plana     | 173            | Brenton Jones     | Lucas Carstensen |
| 3     | 17 jan. | Fougamou – Lambaréné | etapa plana     | 114            | Rinaldo Nocentini | Brenton Jones    |
| 4     | 18 jan. | Ndjolé – Mitzic      | média montanha  | 182,5          | Joseph Areruya    | Joseph Areruya   |
| 5     | 19 jan. | Oyem – Ambam         | etapa escarpada | 141,4          | Brenton Jones     | Joseph Areruya   |
| 6     | 20 jan. | Bitam – Oyem         | etapa escarpada | 107            | Rinaldo Nocentini | Joseph Areruya   |
| 7     | 21 jan. | Bikelé – Libreville  | etapa plana     | 133,5          | Luca Pacioni      | Joseph Areruya   |

## Desenvolvimento da carreira

### 1.ª etapa
| Kango - Lambaréné | etapa plana | (146,6 km) |

| \| Classificação por etapas \| Classificação por etapas \| Classificação por etapas \| Classificação por etapas \| Classificação por etapas \| \| Ciclista \| Ciclista \| Equipe \| Tempo \| \| \| ------------------------ \| ------------------------ \| ----------------------------- \| ------------------------ \| ------------------------ \| \| 1. \| Lucas Carstensen \| Bike Aid \| 3h41m52s \| \| \| 2. \| Adrien Petit \| Direct Énergie \| + 0s \| \| \| 3. \| Youcef Reguigui \| Sovac-Natura4Ever \| + 0s \| \| \| 4. \| Luca Pacioni \| Wilier Triestina-Selle Italia \| + 0s \| \| \| 5. \| Henok Mulubrhan \| Eritreia \| + 0s \| \| \| 6. \| Tesfom Okubamariam \| Eritreia \| + 0s \| \| \| 7. \| Eugert Zhupa \| Wilier Triestina-Selle Italia \| + 0s \| \| \| 8. \| Brenton Jones \| Delko-Marseille Provence-KTM \| + 0s \| \| \| 9. \| Meron Abraham \| Bike Aid \| + 0s \| \| \| 10. \| Nicola Toffali \| Sporting-Tavira \| + 0s \| \| |                    |                               |          |
| |                    |                               |          |
| |                    |                               |          |
| Classificação por etapas |                    |                               |          |
| Ciclista | Ciclista           | Equipe                        | Tempo    |
| 1. | Lucas Carstensen   | Bike Aid                      | 3h41m52s |
| 2. | Adrien Petit       | Direct Énergie                | + 0s     |
| 3. | Youcef Reguigui    | Sovac-Natura4Ever             | + 0s     |
| 4. | Luca Pacioni       | Wilier Triestina-Selle Italia | + 0s     |
| 5. | Henok Mulubrhan    | Eritreia                      | + 0s     |
| 6. | Tesfom Okubamariam | Eritreia                      | + 0s     |
| 7. | Eugert Zhupa       | Wilier Triestina-Selle Italia | + 0s     |
| 8. | Brenton Jones      | Delko-Marseille Provence-KTM  | + 0s     |
| 9. | Meron Abraham      | Bike Aid                      | + 0s     |
| 10. | Nicola Toffali     | Sporting-Tavira               | + 0s     |

| \| Classificação geral \| Classificação geral \| Classificação geral \| Classificação geral \| Classificação geral \| \| Ciclista \| Ciclista \| Equipe \| Tempo \| \| \| ------------------- \| ------------------- \| ----------------------------- \| ------------------- \| ------------------- \| \| 1. \| Lucas Carstensen \| Bike Aid \| 3h41m42s \| \| \| 2. \| Adrien Petit \| Direct Énergie \| + 4s \| \| \| 3. \| Soufiane Haddi \| Marrocos \| + 5s \| \| \| 4. \| Youcef Reguigui \| Sovac-Natura4Ever \| + 6s \| \| \| 5. \| Luca Pacioni \| Wilier Triestina-Selle Italia \| + 10s \| \| \| 6. \| Henok Mulubrhan \| Eritreia \| + 10s \| \| \| 7. \| Tesfom Okubamariam \| Eritreia \| + 10s \| \| \| 8. \| Eugert Zhupa \| Wilier Triestina-Selle Italia \| + 10s \| \| \| 9. \| Brenton Jones \| Delko-Marseille Provence-KTM \| + 10s \| \| \| 10. \| Meron Abraham \| Bike Aid \| + 10s \| \| |                    |                               |          |
| |                    |                               |          |
| |                    |                               |          |
| Classificação geral |                    |                               |          |
| Ciclista | Ciclista           | Equipe                        | Tempo    |
| 1. | Lucas Carstensen   | Bike Aid                      | 3h41m42s |
| 2. | Adrien Petit       | Direct Énergie                | + 4s     |
| 3. | Soufiane Haddi     | Marrocos                      | + 5s     |
| 4. | Youcef Reguigui    | Sovac-Natura4Ever             | + 6s     |
| 5. | Luca Pacioni       | Wilier Triestina-Selle Italia | + 10s    |
| 6. | Henok Mulubrhan    | Eritreia                      | + 10s    |
| 7. | Tesfom Okubamariam | Eritreia                      | + 10s    |
| 8. | Eugert Zhupa       | Wilier Triestina-Selle Italia | + 10s    |
| 9. | Brenton Jones      | Delko-Marseille Provence-KTM  | + 10s    |
| 10. | Meron Abraham      | Bike Aid                      | + 10s    |

### 2.ª etapa
| Ndendé - Fougamou | etapa plana | (173 km) |

| \| Classificação por etapas \| Classificação por etapas \| Classificação por etapas \| Classificação por etapas \| Classificação por etapas \| \| Ciclista \| Ciclista \| Equipe \| Tempo \| \| \| ------------------------ \| ------------------------ \| ----------------------------- \| ------------------------ \| ------------------------ \| \| 1. \| Brenton Jones \| Delko-Marseille Provence-KTM \| 4h03m25s \| \| \| 2. \| Luca Pacioni \| Wilier Triestina-Selle Italia \| + 0s \| \| \| 3. \| Lucas Carstensen \| Bike Aid \| + 0s \| \| \| 4. \| Meron Abraham \| Bike Aid \| + 0s \| \| \| 5. \| Alexander Geuens \| Sovac-Natura4Ever \| + 0s \| \| \| 6. \| Youcef Reguigui \| Sovac-Natura4Ever \| + 0s \| \| \| 7. \| Yannick Martinez \| Delko-Marseille Provence-KTM \| + 0s \| \| \| 8. \| Ali Nouisri \| Tunísia \| + 0s \| \| \| 9. \| El Mehdi Chokri \| Marrocos \| + 0s \| \| \| 10. \| Tesfom Okubamariam \| Eritreia \| + 0s \| \| |                    |                               |          |
| |                    |                               |          |
| |                    |                               |          |
| Classificação por etapas |                    |                               |          |
| Ciclista | Ciclista           | Equipe                        | Tempo    |
| 1. | Brenton Jones      | Delko-Marseille Provence-KTM  | 4h03m25s |
| 2. | Luca Pacioni       | Wilier Triestina-Selle Italia | + 0s     |
| 3. | Lucas Carstensen   | Bike Aid                      | + 0s     |
| 4. | Meron Abraham      | Bike Aid                      | + 0s     |
| 5. | Alexander Geuens   | Sovac-Natura4Ever             | + 0s     |
| 6. | Youcef Reguigui    | Sovac-Natura4Ever             | + 0s     |
| 7. | Yannick Martinez   | Delko-Marseille Provence-KTM  | + 0s     |
| 8. | Ali Nouisri        | Tunísia                       | + 0s     |
| 9. | El Mehdi Chokri    | Marrocos                      | + 0s     |
| 10. | Tesfom Okubamariam | Eritreia                      | + 0s     |

| \| Classificação geral \| Classificação geral \| Classificação geral \| Classificação geral \| Classificação geral \| \| Ciclista \| Ciclista \| Equipe \| Tempo \| \| \| ------------------- \| ------------------- \| ----------------------------- \| ------------------- \| ------------------- \| \| 1. \| Lucas Carstensen \| Bike Aid \| 7h45m03s \| \| \| 2. \| Brenton Jones \| Delko-Marseille Provence-KTM \| + 3s \| \| \| 3. \| Adrien Petit \| Direct Énergie \| + 6s \| \| \| 4. \| Luca Pacioni \| Wilier Triestina-Selle Italia \| + 8s \| \| \| 5. \| Youcef Reguigui \| Sovac-Natura4Ever \| + 10s \| \| \| 6. \| Yannick Martinez \| Delko-Marseille Provence-KTM \| + 11s \| \| \| 7. \| Henok Mulubrhan \| Eritreia \| + 11s \| \| \| 8. \| Gatis Smukulis \| Delko-Marseille Provence-KTM \| + 11s \| \| \| 9. \| Mohcine El Kouraji \| Marrocos \| + 12s \| \| \| 10. \| Sirak Tesfom \| Eritreia \| + 13s \| \| |                    |                               |          |
| |                    |                               |          |
| |                    |                               |          |
| Classificação geral |                    |                               |          |
| Ciclista | Ciclista           | Equipe                        | Tempo    |
| 1. | Lucas Carstensen   | Bike Aid                      | 7h45m03s |
| 2. | Brenton Jones      | Delko-Marseille Provence-KTM  | + 3s     |
| 3. | Adrien Petit       | Direct Énergie                | + 6s     |
| 4. | Luca Pacioni       | Wilier Triestina-Selle Italia | + 8s     |
| 5. | Youcef Reguigui    | Sovac-Natura4Ever             | + 10s    |
| 6. | Yannick Martinez   | Delko-Marseille Provence-KTM  | + 11s    |
| 7. | Henok Mulubrhan    | Eritreia                      | + 11s    |
| 8. | Gatis Smukulis     | Delko-Marseille Provence-KTM  | + 11s    |
| 9. | Mohcine El Kouraji | Marrocos                      | + 12s    |
| 10. | Sirak Tesfom       | Eritreia                      | + 13s    |

### 3.ª etapa
| Fougamou - Lambaréné | etapa plana | (114 km) |

| \| Classificação por etapas \| Classificação por etapas \| Classificação por etapas \| Classificação por etapas \| Classificação por etapas \| \| Ciclista \| Ciclista \| Equipe \| Tempo \| \| \| ------------------------ \| ------------------------ \| ----------------------------- \| ------------------------ \| ------------------------ \| \| 1. \| Rinaldo Nocentini \| Sporting-Tavira \| 2h43m04s \| \| \| 2. \| Damien Gaudin \| Direct Énergie \| + 0s \| \| \| 3. \| Brenton Jones \| Delko-Marseille Provence-KTM \| + 2s \| \| \| 4. \| Youcef Reguigui \| Sovac-Natura4Ever \| + 2s \| \| \| 5. \| Luca Pacioni \| Wilier Triestina-Selle Italia \| + 2s \| \| \| 6. \| Tesfom Okubamariam \| Eritreia \| + 2s \| \| \| 7. \| Bryan Nauleau \| Direct Énergie \| + 2s \| \| \| 8. \| Evaldas Šiškevičius \| Delko-Marseille Provence-KTM \| + 2s \| \| \| 9. \| Zemenfes Solomon \| Eritreia \| + 2s \| \| \| 10. \| Henok Mulubrhan \| Eritreia \| + 2s \| \| |                     |                               |          |
| |                     |                               |          |
| |                     |                               |          |
| Classificação por etapas |                     |                               |          |
| Ciclista | Ciclista            | Equipe                        | Tempo    |
| 1. | Rinaldo Nocentini   | Sporting-Tavira               | 2h43m04s |
| 2. | Damien Gaudin       | Direct Énergie                | + 0s     |
| 3. | Brenton Jones       | Delko-Marseille Provence-KTM  | + 2s     |
| 4. | Youcef Reguigui     | Sovac-Natura4Ever             | + 2s     |
| 5. | Luca Pacioni        | Wilier Triestina-Selle Italia | + 2s     |
| 6. | Tesfom Okubamariam  | Eritreia                      | + 2s     |
| 7. | Bryan Nauleau       | Direct Énergie                | + 2s     |
| 8. | Evaldas Šiškevičius | Delko-Marseille Provence-KTM  | + 2s     |
| 9. | Zemenfes Solomon    | Eritreia                      | + 2s     |
| 10. | Henok Mulubrhan     | Eritreia                      | + 2s     |

| \| Classificação geral \| Classificação geral \| Classificação geral \| Classificação geral \| Classificação geral \| \| Ciclista \| Ciclista \| Equipe \| Tempo \| \| \| ------------------- \| -------------------- \| ----------------------------- \| ------------------- \| ------------------- \| \| 1. \| Brenton Jones \| Delko-Marseille Provence-KTM \| 10h28m08s \| \| \| 2. \| Lucas Carstensen \| Bike Aid \| + 1s \| \| \| 3. \| Rinaldo Nocentini \| Sporting-Tavira \| + 3s \| \| \| 4. \| Adrien Petit \| Direct Énergie \| + 7s \| \| \| 5. \| Damien Gaudin \| Direct Énergie \| + 7s \| \| \| 6. \| Luca Pacioni \| Wilier Triestina-Selle Italia \| + 9s \| \| \| 7. \| Youcef Reguigui \| Sovac-Natura4Ever \| + 11s \| \| \| 8. \| Salah Eddine Mraouni \| Marrocos \| + 12s \| \| \| 9. \| Henok Mulubrhan \| Eritreia \| + 12s \| \| \| 10. \| Yannick Martinez \| Delko-Marseille Provence-KTM \| + 12s \| \| |                      |                               |           |
| |                      |                               |           |
| |                      |                               |           |
| Classificação geral |                      |                               |           |
| Ciclista | Ciclista             | Equipe                        | Tempo     |
| 1. | Brenton Jones        | Delko-Marseille Provence-KTM  | 10h28m08s |
| 2. | Lucas Carstensen     | Bike Aid                      | + 1s      |
| 3. | Rinaldo Nocentini    | Sporting-Tavira               | + 3s      |
| 4. | Adrien Petit         | Direct Énergie                | + 7s      |
| 5. | Damien Gaudin        | Direct Énergie                | + 7s      |
| 6. | Luca Pacioni         | Wilier Triestina-Selle Italia | + 9s      |
| 7. | Youcef Reguigui      | Sovac-Natura4Ever             | + 11s     |
| 8. | Salah Eddine Mraouni | Marrocos                      | + 12s     |
| 9. | Henok Mulubrhan      | Eritreia                      | + 12s     |
| 10. | Yannick Martinez     | Delko-Marseille Provence-KTM  | + 12s     |

### 4.ª etapa
| Ndjolé - Mitzic | média montanha | (182,5 km) |

| \| Classificação por etapas \| Classificação por etapas \| Classificação por etapas \| Classificação por etapas \| Classificação por etapas \| \| Ciclista \| Ciclista \| Equipe \| Tempo \| \| \| ------------------------ \| ------------------------ \| ----------------------------- \| ------------------------ \| ------------------------ \| \| 1. \| Joseph Areruya \| Ruanda \| 4h25m10s \| \| \| 2. \| Ilia Koshevoy \| Wilier Triestina-Selle Italia \| + 0s \| \| \| 3. \| Nikodemus Holler \| Bike Aid \| + 9s \| \| \| 4. \| Damien Gaudin \| Direct Énergie \| + 38s \| \| \| 5. \| Salah Eddine Mraouni \| Marrocos \| + 7m42s \| \| \| 6. \| Rinaldo Nocentini \| Sporting-Tavira \| + 7m42s \| \| \| 7. \| Brenton Jones \| Delko-Marseille Provence-KTM \| + 7m42s \| \| \| 8. \| Luca Pacioni \| Wilier Triestina-Selle Italia \| + 7m42s \| \| \| 9. \| Henok Mulubrhan \| Eritreia \| + 7m42s \| \| \| 10. \| Tesfom Okubamariam \| Eritreia \| + 7m42s \| \| |                      |                               |          |
| |                      |                               |          |
| |                      |                               |          |
| Classificação por etapas |                      |                               |          |
| Ciclista | Ciclista             | Equipe                        | Tempo    |
| 1. | Joseph Areruya       | Ruanda                        | 4h25m10s |
| 2. | Ilia Koshevoy        | Wilier Triestina-Selle Italia | + 0s     |
| 3. | Nikodemus Holler     | Bike Aid                      | + 9s     |
| 4. | Damien Gaudin        | Direct Énergie                | + 38s    |
| 5. | Salah Eddine Mraouni | Marrocos                      | + 7m42s  |
| 6. | Rinaldo Nocentini    | Sporting-Tavira               | + 7m42s  |
| 7. | Brenton Jones        | Delko-Marseille Provence-KTM  | + 7m42s  |
| 8. | Luca Pacioni         | Wilier Triestina-Selle Italia | + 7m42s  |
| 9. | Henok Mulubrhan      | Eritreia                      | + 7m42s  |
| 10. | Tesfom Okubamariam   | Eritreia                      | + 7m42s  |

| \| Classificação geral \| Classificação geral \| Classificação geral \| Classificação geral \| Classificação geral \| \| Ciclista \| Ciclista \| Equipe \| Tempo \| \| \| ------------------- \| ------------------- \| ----------------------------- \| ------------------- \| ------------------- \| \| 1. \| Joseph Areruya \| Ruanda \| 14h53m21s \| \| \| 2. \| Nikodemus Holler \| Bike Aid \| + 11s \| \| \| 3. \| Damien Gaudin \| Direct Énergie \| + 34s \| \| \| 4. \| Ilia Koshevoy \| Wilier Triestina-Selle Italia \| + 1m20s \| \| \| 5. \| Brenton Jones \| Delko-Marseille Provence-KTM \| + 7m39s \| \| \| 6. \| Lucas Carstensen \| Bike Aid \| + 7m40s \| \| \| 7. \| Rinaldo Nocentini \| Sporting-Tavira \| + 7m42s \| \| \| 8. \| Adrien Petit \| Direct Énergie \| + 7m46s \| \| \| 9. \| Luca Pacioni \| Wilier Triestina-Selle Italia \| + 7m48s \| \| \| 10. \| Youcef Reguigui \| Sovac-Natura4Ever \| + 7m50s \| \| |                   |                               |           |
| |                   |                               |           |
| |                   |                               |           |
| Classificação geral |                   |                               |           |
| Ciclista | Ciclista          | Equipe                        | Tempo     |
| 1. | Joseph Areruya    | Ruanda                        | 14h53m21s |
| 2. | Nikodemus Holler  | Bike Aid                      | + 11s     |
| 3. | Damien Gaudin     | Direct Énergie                | + 34s     |
| 4. | Ilia Koshevoy     | Wilier Triestina-Selle Italia | + 1m20s   |
| 5. | Brenton Jones     | Delko-Marseille Provence-KTM  | + 7m39s   |
| 6. | Lucas Carstensen  | Bike Aid                      | + 7m40s   |
| 7. | Rinaldo Nocentini | Sporting-Tavira               | + 7m42s   |
| 8. | Adrien Petit      | Direct Énergie                | + 7m46s   |
| 9. | Luca Pacioni      | Wilier Triestina-Selle Italia | + 7m48s   |
| 10. | Youcef Reguigui   | Sovac-Natura4Ever             | + 7m50s   |

### 5.ª etapa
| Oyem - Ambam | etapa escarpada | (141,4 km) |

| \| Classificação por etapas \| Classificação por etapas \| Classificação por etapas \| Classificação por etapas \| Classificação por etapas \| \| Ciclista \| Ciclista \| Equipe \| Tempo \| \| \| ------------------------ \| ------------------------ \| ---------------------------- \| ------------------------ \| ------------------------ \| \| 1. \| Brenton Jones \| Delko-Marseille Provence-KTM \| 3h18m48s \| \| \| 2. \| Youcef Reguigui \| Sovac-Natura4Ever \| + 0s \| \| \| 3. \| Rinaldo Nocentini \| Sporting-Tavira \| + 0s \| \| \| 4. \| Zemenfes Solomon \| Eritreia \| + 1s \| \| \| 5. \| Nikodemus Holler \| Bike Aid \| + 1s \| \| \| 6. \| Salah Eddine Mraouni \| Marrocos \| + 1s \| \| \| 7. \| Adrien Petit \| Direct Énergie \| + 1s \| \| \| 8. \| Joseph Areruya \| Ruanda \| + 1s \| \| \| 9. \| Mikiel Habtom \| Eritreia \| + 1s \| \| \| 10. \| Lucas Carstensen \| Bike Aid \| + 1s \| \| |                      |                              |          |
| |                      |                              |          |
| |                      |                              |          |
| Classificação por etapas |                      |                              |          |
| Ciclista | Ciclista             | Equipe                       | Tempo    |
| 1. | Brenton Jones        | Delko-Marseille Provence-KTM | 3h18m48s |
| 2. | Youcef Reguigui      | Sovac-Natura4Ever            | + 0s     |
| 3. | Rinaldo Nocentini    | Sporting-Tavira              | + 0s     |
| 4. | Zemenfes Solomon     | Eritreia                     | + 1s     |
| 5. | Nikodemus Holler     | Bike Aid                     | + 1s     |
| 6. | Salah Eddine Mraouni | Marrocos                     | + 1s     |
| 7. | Adrien Petit         | Direct Énergie               | + 1s     |
| 8. | Joseph Areruya       | Ruanda                       | + 1s     |
| 9. | Mikiel Habtom        | Eritreia                     | + 1s     |
| 10. | Lucas Carstensen     | Bike Aid                     | + 1s     |

| \| Classificação geral \| Classificação geral \| Classificação geral \| Classificação geral \| Classificação geral \| \| Ciclista \| Ciclista \| Equipe \| Tempo \| \| \| ------------------- \| -------------------- \| ----------------------------- \| ------------------- \| ------------------- \| \| 1. \| Joseph Areruya \| Ruanda \| 18h12m10s \| \| \| 2. \| Nikodemus Holler \| Bike Aid \| + 11s \| \| \| 3. \| Damien Gaudin \| Direct Énergie \| + 32s \| \| \| 4. \| Ilia Koshevoy \| Wilier Triestina-Selle Italia \| + 1m44s \| \| \| 5. \| Brenton Jones \| Delko-Marseille Provence-KTM \| + 7m28s \| \| \| 6. \| Rinaldo Nocentini \| Sporting-Tavira \| + 7m37s \| \| \| 7. \| Lucas Carstensen \| Bike Aid \| + 7m40s \| \| \| 8. \| Youcef Reguigui \| Sovac-Natura4Ever \| + 7m42s \| \| \| 9. \| Adrien Petit \| Direct Énergie \| + 7m46s \| \| \| 10. \| Salah Eddine Mraouni \| Marrocos \| + 7m49s \| \| |                      |                               |           |
| |                      |                               |           |
| |                      |                               |           |
| Classificação geral |                      |                               |           |
| Ciclista | Ciclista             | Equipe                        | Tempo     |
| 1. | Joseph Areruya       | Ruanda                        | 18h12m10s |
| 2. | Nikodemus Holler     | Bike Aid                      | + 11s     |
| 3. | Damien Gaudin        | Direct Énergie                | + 32s     |
| 4. | Ilia Koshevoy        | Wilier Triestina-Selle Italia | + 1m44s   |
| 5. | Brenton Jones        | Delko-Marseille Provence-KTM  | + 7m28s   |
| 6. | Rinaldo Nocentini    | Sporting-Tavira               | + 7m37s   |
| 7. | Lucas Carstensen     | Bike Aid                      | + 7m40s   |
| 8. | Youcef Reguigui      | Sovac-Natura4Ever             | + 7m42s   |
| 9. | Adrien Petit         | Direct Énergie                | + 7m46s   |
| 10. | Salah Eddine Mraouni | Marrocos                      | + 7m49s   |

### 6.ª etapa
| Bitam - Oyem | etapa escarpada | (107 km) |

| \| Classificação por etapas \| Classificação por etapas \| Classificação por etapas \| Classificação por etapas \| Classificação por etapas \| \| Ciclista \| Ciclista \| Equipe \| Tempo \| \| \| ------------------------ \| ------------------------ \| ----------------------------- \| ------------------------ \| ------------------------ \| \| 1. \| Rinaldo Nocentini \| Sporting-Tavira \| 2h32m48s \| \| \| 2. \| Zemenfes Solomon \| Eritreia \| + 0s \| \| \| 3. \| Joseph Areruya \| Ruanda \| + 4s \| \| \| 4. \| Luca Pacioni \| Wilier Triestina-Selle Italia \| + 5s \| \| \| 5. \| Brenton Jones \| Delko-Marseille Provence-KTM \| + 5s \| \| \| 6. \| Youcef Reguigui \| Sovac-Natura4Ever \| + 5s \| \| \| 7. \| Adrien Petit \| Direct Énergie \| + 5s \| \| \| 8. \| Nikodemus Holler \| Bike Aid \| + 7s \| \| \| 9. \| Henok Mulubrhan \| Eritreia \| + 7s \| \| \| 10. \| Hailemelekot Hailu \| Etiópia \| + 7s \| \| |                    |                               |          |
| |                    |                               |          |
| |                    |                               |          |
| Classificação por etapas |                    |                               |          |
| Ciclista | Ciclista           | Equipe                        | Tempo    |
| 1. | Rinaldo Nocentini  | Sporting-Tavira               | 2h32m48s |
| 2. | Zemenfes Solomon   | Eritreia                      | + 0s     |
| 3. | Joseph Areruya     | Ruanda                        | + 4s     |
| 4. | Luca Pacioni       | Wilier Triestina-Selle Italia | + 5s     |
| 5. | Brenton Jones      | Delko-Marseille Provence-KTM  | + 5s     |
| 6. | Youcef Reguigui    | Sovac-Natura4Ever             | + 5s     |
| 7. | Adrien Petit       | Direct Énergie                | + 5s     |
| 8. | Nikodemus Holler   | Bike Aid                      | + 7s     |
| 9. | Henok Mulubrhan    | Eritreia                      | + 7s     |
| 10. | Hailemelekot Hailu | Etiópia                       | + 7s     |

| \| Classificação geral \| Classificação geral \| Classificação geral \| Classificação geral \| Classificação geral \| \| Ciclista \| Ciclista \| Equipe \| Tempo \| \| \| ------------------- \| -------------------- \| ----------------------------- \| ------------------- \| ------------------- \| \| 1. \| Joseph Areruya \| Ruanda \| 20h44m58s \| \| \| 2. \| Nikodemus Holler \| Bike Aid \| + 18s \| \| \| 3. \| Damien Gaudin \| Direct Énergie \| + 38s \| \| \| 4. \| Ilia Koshevoy \| Wilier Triestina-Selle Italia \| + 1m51s \| \| \| 5. \| Rinaldo Nocentini \| Sporting-Tavira \| + 7m27s \| \| \| 6. \| Brenton Jones \| Delko-Marseille Provence-KTM \| + 7m33s \| \| \| 7. \| Youcef Reguigui \| Sovac-Natura4Ever \| + 7m47s \| \| \| 8. \| Adrien Petit \| Direct Énergie \| + 7m51s \| \| \| 9. \| Salah Eddine Mraouni \| Marrocos \| + 7m55s \| \| \| 10. \| Zemenfes Solomon \| Eritreia \| + 7m56s \| \| |                      |                               |           |
| |                      |                               |           |
| |                      |                               |           |
| Classificação geral |                      |                               |           |
| Ciclista | Ciclista             | Equipe                        | Tempo     |
| 1. | Joseph Areruya       | Ruanda                        | 20h44m58s |
| 2. | Nikodemus Holler     | Bike Aid                      | + 18s     |
| 3. | Damien Gaudin        | Direct Énergie                | + 38s     |
| 4. | Ilia Koshevoy        | Wilier Triestina-Selle Italia | + 1m51s   |
| 5. | Rinaldo Nocentini    | Sporting-Tavira               | + 7m27s   |
| 6. | Brenton Jones        | Delko-Marseille Provence-KTM  | + 7m33s   |
| 7. | Youcef Reguigui      | Sovac-Natura4Ever             | + 7m47s   |
| 8. | Adrien Petit         | Direct Énergie                | + 7m51s   |
| 9. | Salah Eddine Mraouni | Marrocos                      | + 7m55s   |
| 10. | Zemenfes Solomon     | Eritreia                      | + 7m56s   |

### 7.ª etapa
| Bikelé - Libreville | etapa plana | (133,5 km) |

| \| Classificação por etapas \| Classificação por etapas \| Classificação por etapas \| Classificação por etapas \| Classificação por etapas \| \| Ciclista \| Ciclista \| Equipe \| Tempo \| \| \| ------------------------ \| ------------------------ \| ----------------------------- \| ------------------------ \| ------------------------ \| \| 1. \| Luca Pacioni \| Wilier Triestina-Selle Italia \| 3h07m26s \| \| \| 2. \| Brenton Jones \| Delko-Marseille Provence-KTM \| + 0s \| \| \| 3. \| Youcef Reguigui \| Sovac-Natura4Ever \| + 0s \| \| \| 4. \| Adrien Petit \| Direct Énergie \| + 0s \| \| \| 5. \| Lucas Carstensen \| Bike Aid \| + 0s \| \| \| 6. \| Meron Abraham \| Bike Aid \| + 0s \| \| \| 7. \| Salah Eddine Mraouni \| Marrocos \| + 0s \| \| \| 8. \| Lahcen Saber \| Marrocos \| + 0s \| \| \| 9. \| Henok Mulubrhan \| Eritreia \| + 0s \| \| \| 10. \| Fiseha Gebremariam \| Etiópia \| + 0s \| \| |                      |                               |          |
| |                      |                               |          |
| |                      |                               |          |
| Classificação por etapas |                      |                               |          |
| Ciclista | Ciclista             | Equipe                        | Tempo    |
| 1. | Luca Pacioni         | Wilier Triestina-Selle Italia | 3h07m26s |
| 2. | Brenton Jones        | Delko-Marseille Provence-KTM  | + 0s     |
| 3. | Youcef Reguigui      | Sovac-Natura4Ever             | + 0s     |
| 4. | Adrien Petit         | Direct Énergie                | + 0s     |
| 5. | Lucas Carstensen     | Bike Aid                      | + 0s     |
| 6. | Meron Abraham        | Bike Aid                      | + 0s     |
| 7. | Salah Eddine Mraouni | Marrocos                      | + 0s     |
| 8. | Lahcen Saber         | Marrocos                      | + 0s     |
| 9. | Henok Mulubrhan      | Eritreia                      | + 0s     |
| 10. | Fiseha Gebremariam   | Etiópia                       | + 0s     |

## Classificações finais
- As classificações finalizaram da seguinte forma:[5]

### Classificação geral
| \| Classificação geral \| Classificação geral \| Classificação geral \| Classificação geral \| Classificação geral \| \| Ciclista \| Ciclista \| Equipe \| Tempo \| \| \| ------------------- \| -------------------- \| ----------------------------- \| ------------------- \| ------------------- \| \| 1. \| Joseph Areruya \| Ruanda \| 23h52m24s \| \| \| 2. \| Nikodemus Holler \| Bike Aid \| + 18s \| \| \| 3. \| Damien Gaudin \| Direct Énergie \| + 50s \| \| \| 4. \| Ilia Koshevoy \| Wilier Triestina-Selle Italia \| + 1m51s \| \| \| 5. \| Brenton Jones \| Delko-Marseille Provence-KTM \| + 7m27s \| \| \| 6. \| Rinaldo Nocentini \| Sporting-Tavira \| + 7m27s \| \| \| 7. \| Youcef Reguigui \| Sovac-Natura4Ever \| + 7m43s \| \| \| 8. \| Adrien Petit \| Direct Énergie \| + 7m51s \| \| \| 9. \| Salah Eddine Mraouni \| Marrocos \| + 7m55s \| \| \| 10. \| Salim Kipkemboi \| Bike Aid \| + 8m01s \| \| |                      |                               |           |
| |                      |                               |           |
| Fontes: ProCyclingStats Cycling Quotient |                      |                               |           |
| Classificação geral |                      |                               |           |
| Ciclista | Ciclista             | Equipe                        | Tempo     |
| 1. | Joseph Areruya       | Ruanda                        | 23h52m24s |
| 2. | Nikodemus Holler     | Bike Aid                      | + 18s     |
| 3. | Damien Gaudin        | Direct Énergie                | + 50s     |
| 4. | Ilia Koshevoy        | Wilier Triestina-Selle Italia | + 1m51s   |
| 5. | Brenton Jones        | Delko-Marseille Provence-KTM  | + 7m27s   |
| 6. | Rinaldo Nocentini    | Sporting-Tavira               | + 7m27s   |
| 7. | Youcef Reguigui      | Sovac-Natura4Ever             | + 7m43s   |
| 8. | Adrien Petit         | Direct Énergie                | + 7m51s   |
| 9. | Salah Eddine Mraouni | Marrocos                      | + 7m55s   |
| 10. | Salim Kipkemboi      | Bike Aid                      | + 8m01s   |

### Classificação da montanha
| Classificação da montanha | Classificação da montanha | Classificação da montanha | Classificação da montanha | Classificação da montanha |
| Ciclista                  | Ciclista                  | Equipe                    | Pontos                    |                           |
| ------------------------- | ------------------------- | ------------------------- | ------------------------- | ------------------------- |
| 1.                        | Tesfom Okubamariam        | Eritreia                  | 22 pts                    |                           |
| 2.                        | Sirak Tesfom              | Eritreia                  | 19 pts                    |                           |
| 3.                        | Salah Eddine Mraouni      | Marrocos                  | 18 pts                    |                           |
| 4.                        | Mohcine El Kouraji        | Marrocos                  | 17 pts                    |                           |
| 5.                        | Joseph Areruya            | Ruanda                    | 9 pts                     |                           |
| 6.                        | Henok Mulubrhan           | Eritreia                  | 9 pts                     |                           |
| 7.                        | Alejandro Marque          | Sporting-Tavira           | 8 pts                     |                           |
| 8.                        | Damien Gaudin             | Direct Énergie            | 8 pts                     |                           |
| 9.                        | Mikiel Habtom             | Eritreia                  | 6 pts                     |                           |
| 10.                       | Rinaldo Nocentini         | Sporting-Tavira           | 5 pts                     |                           |

### Classificação dos pontos
| Classificação por pontos | Classificação por pontos | Classificação por pontos      | Classificação por pontos | Classificação por pontos |
| Ciclista                 | Ciclista                 | Equipe                        | Pontos                   |                          |
| ------------------------ | ------------------------ | ----------------------------- | ------------------------ | ------------------------ |
| 1.                       | Brenton Jones            | Delko-Marseille Provence-KTM  | 165 pts                  |                          |
| 2.                       | Youcef Reguigui          | Sovac-Natura4Ever             | 148 pts                  |                          |
| 3.                       | Luca Pacioni             | Wilier Triestina-Selle Italia | 139 pts                  |                          |
| 4.                       | Rinaldo Nocentini        | Sporting-Tavira               | 106 pts                  |                          |
| 5.                       | Adrien Petit             | Direct Énergie                | 96 pts                   |                          |
| 6.                       | Lucas Carstensen         | Bike Aid                      | 93 pts                   |                          |
| 7.                       | Nikodemus Holler         | Bike Aid                      | 90 pts                   |                          |
| 8.                       | Salah Eddine Mraouni     | Marrocos                      | 81 pts                   |                          |
| 9.                       | Henok Mulubrhan          | Eritreia                      | 71 pts                   |                          |
| 10.                      | Joseph Areruya           | Ruanda                        | 70 pts                   |                          |

### Classificação dos jovens
| Classificação dos jovens | Classificação dos jovens | Classificação dos jovens      | Classificação dos jovens | Classificação dos jovens |
| Ciclista                 | Ciclista                 | Equipe                        | Tempo                    |                          |
| ------------------------ | ------------------------ | ----------------------------- | ------------------------ | ------------------------ |
| 1.                       | Joseph Areruya           | Ruanda                        | 23h52m24s                |                          |
| 2.                       | Salim Kipkemboi          | Bike Aid                      | + 8m01s                  |                          |
| 3.                       | Fiseha Gebremariam       | Etiópia                       | + 8m09s                  |                          |
| 4.                       | Henok Mulubrhan          | Eritreia                      | + 8m20s                  |                          |
| 5.                       | Saymon Musie             | Eritreia                      | + 10m59s                 |                          |
| 6.                       | Meron Abraham            | Bike Aid                      | + 11m35s                 |                          |
| 7.                       | Mohcine El Kouraji       | Marrocos                      | + 13m18s                 |                          |
| 8.                       | Luca Raggio              | Wilier Triestina-Selle Italia | + 14m46s                 |                          |
| 9.                       | Simone Bevilacqua        | Wilier Triestina-Selle Italia | + 17m26s                 |                          |
| 10.                      | Massimo Rosa             | Wilier Triestina-Selle Italia | + 17m52s                 |                          |

### Classificação por equipas
| Classificação por equipes | Classificação por equipes     | Classificação por equipes | Classificação por equipes |
| Equipe                    | Equipe                        | Tempo                     |                           |
| ------------------------- | ----------------------------- | ------------------------- | ------------------------- |
| 1.                        | Bike Aid                      | 71h53m42s                 |                           |
| 2.                        | Direct Énergie                | + 1m02s                   |                           |
| 3.                        | Wilier Triestina-Selle Italia | + 1m52s                   |                           |
| 4.                        | Eritreia                      | + 7m34s                   |                           |
| 5.                        | Sporting-Tavira               | + 8m30s                   |                           |
| 6.                        | Marrocos                      | + 9m05s                   |                           |
| 7.                        | Delko-Marseille Provence-KTM  | + 11m10s                  |                           |
| 8.                        | Etiópia                       | + 11m19s                  |                           |
| 9.                        | Ruanda                        | + 23m47s                  |                           |
| 10.                       | Tunísia                       | + 24m24s                  |                           |

## Evolução das classificações
| Etapa (Vencedor)              | Classificação geral | Classificação da montanha | Classificação dos pontos | Classificação dos jovens | Classificação por equipas |
| ----------------------------- | ------------------- | ------------------------- | ------------------------ | ------------------------ | ------------------------- |
| 1.ª etapa (Lucas Carstensen)  | Lucas Carstensen    | Soufiane Haddi            | Lucas Carstensen         | Henok Mulubrhan          | Bike Aid                  |
| 2.ª etapa (Brenton Jones)     | Lucas Carstensen    | Henok Mulubrhan           | Lucas Carstensen         | Henok Mulubrhan          | Bike Aid                  |
| 3.ª etapa (Rinaldo Nocentini) | Brenton Jones       | Salaheddine Mraouni       | Luca Pacioni             | Henok Mulubrhan          | Direct Énergie            |
| 4.ª etapa (Joseph Areruya)    | Joseph Areruya      | Sirak Tesfom              | Brenton Jones            | Joseph Areruya           | Bike Aid                  |
| 5.ª etapa (Brenton Jones)     | Joseph Areruya      | Sirak Tesfom              | Brenton Jones            | Joseph Areruya           | Bike Aid                  |
| 6.ª etapa (Rinaldo Nocentini) | Joseph Areruya      | Sirak Tesfom              | Brenton Jones            | Joseph Areruya           | Bike Aid                  |
| 7.ª etapa (Luca Pacioni)      | Joseph Areruya      | Tesfom Okubamariam        | Brenton Jones            | Joseph Areruya           | Bike Aid                  |
| Final                         | Joseph Areruya      | Tesfom Okubamariam        | Brenton Jones            | Joseph Areruya           | Bike Aid                  |

## UCI World Ranking
A Tropicale Amissa Bongo outorga pontos para o UCI Africa Tour de 2018 e o UCI World Ranking, este último para corredores das equipas nas categorias UCI ProTeam, Profissional Continental e Equipas Continentais. As seguintes tabelas mostram o barómetro de pontuação e os 10 corredores que obtiveram mais pontos:
| Posição             | 1.º | 2.º | 3.º | 4.º | 5.º | 6.º | 7.º | 8.º | 9.º | 10.º | 11.º | 12.º | 13.º-15.º | 16.º-25.º |
| Classificação geral | 125 | 85  | 70  | 60  | 50  | 40  | 35  | 30  | 25  | 20   | 15   | 10   | 5         | 3         |
| Por etapa           | 14  | 5   | 3   |     |     |     |     |     |     |      |      |      |           |           |
| Líder               | 3   |     |     |     |     |     |     |     |     |      |      |      |           |           |

| Classificação | Classificação       | Classificação                 | Classificação | Classificação | Classificação | Classificação |
| Posição       | Ciclista            | Equipa                        | Geral         | Etapa         | Líder         | Total         |
| ------------- | ------------------- | ----------------------------- | ------------- | ------------- | ------------- | ------------- |
| 1.º           | Joseph Areruya      | Ruanda                        | 125           | 17            | 9             | 151           |
| 2.º           | Brenton Jones       | Delko Marseille Provence KTM  | 50            | 36            | 3             | 89            |
| 3.º           | Nikodemus Holler    | Bike Aid                      | 85            | 3             | -             | 88            |
| 4.º           | Damien Gaudin       | Direct Énergie                | 70            | 5             | -             | 75            |
| 5.º           | Rinaldo Nocentini   | Sporting-Tavira               | 40            | 31            | -             | 71            |
| 6.º           | Ilia Koshevoy       | Wilier Triestina-Selle Italia | 60            | 5             | -             | 65            |
| 7.º           | Youcef Reguigui     | Sovac-Natura4Ever             | 35            | 11            | -             | 46            |
| 8.º           | Adrien Petit        | Direct Énergie                | 30            | 5             | -             | 35            |
| 9.º           | Salaheddine Mraouni | Marrocos                      | 25            | -             | -             | 25            |
| 10.º          | Lucas Carstensen    | Bike Aid                      | -             | 17            | 6             | 23            |